# 法赫鲁丁·阿里·艾哈迈德
法赫鲁丁·阿里·艾哈迈德（Fakhruddin Ali Ahmed，1905年5月13日—1977年2月11日）是一名印度律师和政治家。他曾在1974年至1977年间担任印度总统，并在任内去世。

## 早年生活

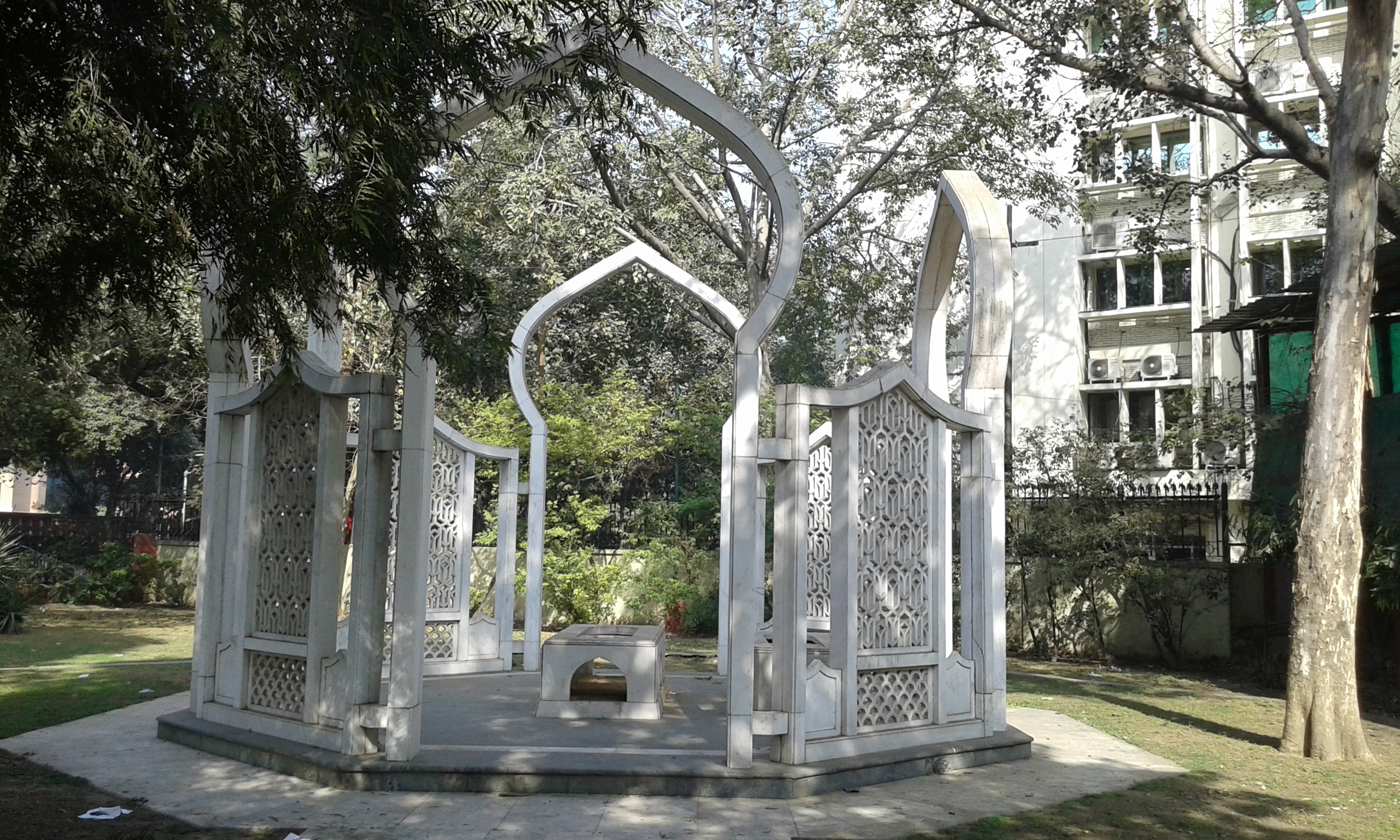
法赫鲁丁·阿里·艾哈迈德的墓地

法赫鲁丁·阿里·艾哈迈德于1905年5月13日在印度德里的Hauz Qazi地区出生。他的父親Zalnur·阿里上校是來自阿薩姆的穆斯林望族，也是印度东北部第一个获得医学士学位的人，母親是洛哈魯·納瓦卜的女兒。
艾哈迈德就读于进入印度北方邦貢達縣的政府中学，后来转到德里的政府中学毕业，随后与1923年到英格兰剑桥大学圣凯瑟琳学院接受高等教育，并在倫敦內殿律師學院成為律師。他于1928年在拉合尔高等法院正式开始了自己的法律职业生涯。

## 政治生涯
艾哈迈德1925在英格兰结识了尼赫鲁。他加入了印度国大党。